# Dieta Federal

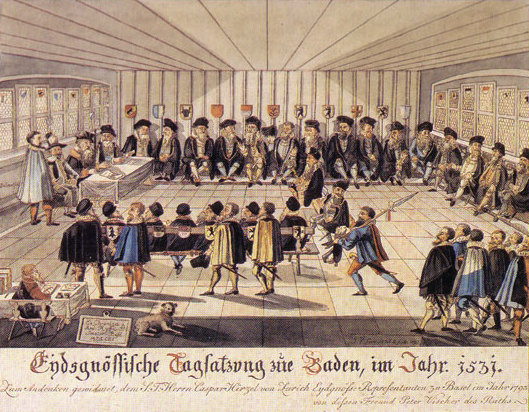
Dieta federal de 1531 celebrada en Baden (dibujo hacia 1790.

La Dieta Federal (o Tagsatzung en alemán) era el consejo ejecutivo de la Antigua Confederación Suiza desde la Edad Media hasta la formación del Estado Federal Suizo en 1848. Era una reunión de delegados de cada cantón. Su poder estaba muy limitado, pues los cantones eran soberanos.
El cantón que presidía recibía el nombre de Vorort y era normalmente el cantón que había convocado la Dieta. La Dieta Federal se celebró en varias localidades, aunque más a menudo en Baden, a causa de sus primaveras calurosas.

## Antes de 1798
A partir de 1500 se denomina Dieta a las asambleas federales, así como a las de ciertos cantones y ligas. La composición, las funciones y las competencias de la Dieta federal han evolucionado desde el siglo XIII. El papel de la Dieta no se parece al de otras asambleas estatales europeas modernas, al no haber lazos de vasallaje con un monarca, sino tratarse de alianzas entre comunidades libres. Aunque carecía de claras competencias, la Dieta se reunía varias veces al año. Hacia 1500 había más de 20 al año. Después de la Reforma no había de tres; los cantones católicos celebraron de siete a nueve asambleas y los protestantes de una a tres anuales.

## Después de 1798
En 1801 la Dieta de la República Helvética contaba con 102 miembros elegidos por sufragio indirecto proporcionalmente a la población de los 17 cantones; de entre ellos se elegía un Senado compuesto por 25 miembros. Esta Dieta rechazó la llamada Constitución de Malmaison propuesta por los franceses. En 1802 la segunda constitución helvética preveía una Dieta helvética, que no llegó a celebrarse nunca. En 1803 el Acta de Mediación convirtió a Suiza en una confederación de Estados. Cada uno de los 19 cantones mandaba un delegado a la Dieta y dos los cantones más poblados. El primer presidente o Landammann de Suiza fue Louis d'Affy, elegido en la Dieta celebrada el 4 de julio de 1803 en Friburgo.

## Abolición del Acta de mediación
La dieta reunida en Zúrich en 1813 decidió su propia disolución, pero el Landammann la convocó de nuevo con el nombre de Asamblea federal. Los delegados presentes de diez cantones abolieron el Acta de mediación, pero garantizaron la existencia de los nuevos cantones (St. Gall, Grisones, Argovia, Turgovia, Tesino y Vaud). En 1815 el pacto federal restableció la soberanía casi ilimitada de los cantones. En 1845 los cantones católicos forman una alianza especial, llamada Sonderbund, por lo que estalla una guerra civil, que termina en 1847 con la victoria del ejército de los radicales al mando del general Guillermo Enrique Dufour.

## Nueva constitución de 1848
Al terminar la guerra del Sonderbund, la Dieta elebora una nueva constitución federal que entra en vigor en 1848 después de haber sido aprobada por los cantones. Desde entonces, el poder legislativo recae en la Asamblea federal, el Consejo nacional y el Consejo de los Estados. Suiza se convierte en un Estado federal y las autoridades de la Confederación tienen su sede en Berna.
- Datos: Q250641
- Multimedia: Tagsatzung / Q250641